# Басьяновский
Басья́новский — посёлок в Верхнесалдинском городском округе Свердловской области России. В 1938—2004 годах обладал статусом рабочего посёлка (посёлка городского типа).

## Географическое положение
Басьяновский расположен в центральной части Свердловской области, на левом берегу реки Тагил, в 45 километрах к северу от районного центра города Верхней Салды, в 64 километрах (в 85 километрах по дороге) к северо-востоку от ближайшего большого города Нижнего Тагила и в 163 километрах (по дороге в 214 километрах) к северу от областного центра Екатеринбурга.
В четырёх километрах к северо-западу от центра посёлка расположено Басьяновское озеро, окружённое болотами. Эти болота содержат крупные запасы торфа (около 150 млн. т.), и с 1937 года на них ведётся добыча торфа. Для перевозки торфа в 1936 году была построена узкоколейная железная дорога (в настоящее время не эксплуатируется). Узкая колея была проложена от торфомассива «Кокшаровский» до находящейся в двух километрах к югу от посёлка железнодорожной станции Перегрузочной (конечная железнодорожной ветки широкой колеи Моховой−Перегрузочная).

## Топононим
По легенде — название «Басьяновский» происходит от имени вогульского богатыря Босьянко, бывшего сотником ясачных вогулов на реке Салде в 1626 году.

## Население
| 1959 | 1970  | 1979  | 1989  | 2002  | 2004  | 2010  |
| ---- | ----- | ----- | ----- | ----- | ----- | ----- |
| 6215 | ↘4917 | ↘2861 | ↘2255 | ↘1773 | ↘1693 | ↘1454 |
| 2021 |       |       |       |       |       |       |
| ↘783 |       |       |       |       |       |       |

Структура
Численность постоянного населения по данным на январь 2004 года — 1693 человека, из них 1443 человека старше 18 лет, в том числе 589 пенсионеров. Серьёзной проблемой для посёлка Басьяновского является отток молодого населения в связи с безработицей.

## История

### Общая история
На прилежащих к посёлку Басьяновскому территориях издревле жили люди, подтверждения этому находят археологические экспедиции, проходящие рядом с бывшим Вторым посёлком и кладбищем, там находят предметы быта, оружие и украшения, датирующиеся от палеолита, до времён походов Ермака.
Посёлок Басьяновский возник в 1930-х годах, когда в связи со строительством в Нижнем Тагиле «Уралвагонзавода» и необходимостью добычи для него топливного торфа, началось строительство Басьяновского торфопредприятия, а вместе с ним и посёлка Басьяновского.
Статус рабочего посёлка Басьяновскому присвоен в 1938 году указом Президиума Верховного Совета РСФСР.
Своего расцвета Басьяновское торфопредприятие достигло в 1960-70 годы, с переходом на новый вид добычи торфа — фрезерный. Топливный торф отправлялся на Качканарскую ТЭЦ, сельскохозяйственный торф вывозился на поля совхоза. В посёлке работали: средняя и вечерняя школы, филиал ГПТУ-71 г. Свердловска, два детских сада, ясли, дом культуры с кинозалом на 500 мест. Басьяновская больница состояла из стационарного отделения на 50 коек, детского отделения, родильного отделения, поликлиники. Имелись хозяйственный магазин, магазин продовольственных и промышленных товаров, дом быта, столовая, общежитие, санаторий-профилакторий. Численность жителей посёлка достигала четырёх тысяч человек. Только на Басьяновском торфопредприятии работало до 1300 человек. Торфяная промышленность была планово-убыточной, добыча торфа дотировалась государством. При переходе к рыночной экономике государство перестало дотировать добычу торфа. Основной потребитель топливного торфа — Качканарская ТЭЦ перешла на более дешёвый вид топлива — природный газ; совхозы распались. Это привело к резкому сокращению спроса на торф, и как следствие — упала его добыча. Градообразующее Басьяновское торфопредприятие в 2002 году было признано банкротом. В 2002 году ООО «Призма» приобрела торфодобывающий комплекс рядом с посёлком Басьяновский.
В июле 2004 года рабочий посёлок Басьяновский отнесён к категории сельских населенных пунктов к виду посёлок.

### История транспорта и узкоколейной дороги
Первые участки узкоколейной железной дороги были построены в 1930-е годы. Добывавшийся здесь топливный торф поставлялся на крупные промышленные предприятия, в том числе Уральский вагоностроительный завод, расположенный в Нижнем Тагиле. Для вывоза торфа была построена железнодорожная линия широкой колеи от станции Моховой (на участке Нижний Тагил — Алапаевск) до окрестностей посёлка Басьяновского. Расположенная вблизи посёлка железнодорожная станция, являющаяся конечным пунктом железнодорожной линии широкой колеи, в связи с наличием перегруза с узкой колеи на широкую получила название Перегрузочная.
Несколько позднее была построена значительная по протяжённости линия узкой колеи, связавшая посёлок Басьяновский с городом Красноуральском (до 1932 года посёлок Уралмедьстрой). По ней торф поступал на промышленные предприятия города. В 1970-х годах доставка торфа в Красноуральск была прекращена. Через некоторое время узкоколейная линия на Красноуральск была разобрана.
В настоящее время от узкоколейной дороги сохранилось лишь бесхозное здание станции, вся транспортная связь с посёлком осуществляется только автобусным движением.

## Инфраструктура
В посёлке Басьяновском есть клуб (досуговый центр) «Современник» с библиотекой, участковая больница (общая врачебная практика), школа, детский сад, отделения почты и Сбербанка. В посёлке действует православный храм во имя Святых Царственных Страстотерпцев. Работает несколько магазинов.
Добраться до посёлка можно на автобусе из Нижнего Тагила, Верхней Салды и Нижней Салды. Железнодорожная станция Перегрузочная с 2011 года не имеет пассажирского движения.

## Промышленность
Производственная база посёлка Басьяновский представлена двумя небольшими предприятиями: ООО «Призма» (обособленное подразделение, торфопредприятие) и ООО «Басьяновское торфодобывающее предприятие», которые добывают топливный торф для котельной посёлка и сельскохозяйственный торф для продажи населению в качестве удобрения, муниципальное унитарное предприятие «Басьяновское коммунальное хозяйство», которое вырабатывает тепловую энергию для отопления жилого сектора, обеспечивает управление и эксплуатацию муниципального жилого фонда.
Перечень предприятий посёлка:
- ООО «Басьяновское торфодобывающее предприятие»,
- ООО торфопредприятие «Призма»,
- ООО «Уралтранслес ВС»,
- ООО «Басьяновское»,
- ООО «Медведь»,
- ООО «Бриз»,
- ООО «Исток»,
- ООО «Ежлес»,
- ООО «УРАЛОЧКА».